# Ansouis
Ansouis település Franciaországban, Vaucluse megyében. Lakosainak száma 1066 fő (2022. január 1.). Ansouis Sannes, Cadenet, Cucuron, Pertuis, La Tour-d’Aigues, Vaugines és Villelaure községekkel határos.

## Népesség
A település népességének változása:
| Lakosok száma | 1121 | 1051 | 1094 | 1023 | 1035 | 1046 | 1058 | 1061 | 1066 |
|               | 2013 | 2015 | 2016 | 2017 | 2018 | 2019 | 2020 | 2021 | 2022 |